# Інкпот (премія)
Премія «Інкпот» (англ. Inkpot Award) — американська літературна премія, яка присуджу'ється з 1974 року авторам за особливі досягнення в області створення коміксів, стрипів й анімації, а також, за створення проєктів у жанрі наукової фантастики та суміжних сферах масової культури. Церемонія нагородження проходить щорік в місті Сан-Дієго під час фестивалю Комік-кон.

## Лауреати
Примітка: всі лауреати, що зазначені без уточнення — є творцями коміксів, а також художниками, колористами або редакторами.

### 1974
- Форест Дж. Акерман (редактор журналу)
- Рей Бредбері (прозаїк)
- Кірк Елін (актор)
- Мілтон Каніфф
- Френк Капра (режисер)
- Боб Кламптт (аніматор)
- Джун Форай (актор озвучення)
- Ерік Гоффмен (кіноісторик)
- Джун Форай
- Чак Джонс (аніматор)
- Джек Кірбі
- Стен Лі
- Вільям Р. Лунд (команда Comic-Con)
- Расс Меннінг
- Рассел Маєрс
- Шарль М. Шульц
- Філ Селінг
- Рой Томас
- Бйо Тримбл

### 1975
- Баррі Альфонсо (команда Comic-Con)
- Бред Андерсон
- Роберт Блох (прозаїк)
- Вунь Боде (карикатурист)
- Едгар Райс Барроуз (прозаїк)
- Доус Батлер (актор озвучення)
- Річард Батнер (команда Comic-Con)
- Щел Дорф (команда Comic-Con)
- Вілл Ейснер
- Марк Еваніє
- Ґіл Кейн
- Алан Лат
- Дік Мур
- Джордж Пал
- Род Серлінг (сценарист)
- Джеррі Сігел
- Баррі Віндзор-Сміт
- Джим Старлін
- Джим Стеранко
- Теодор Стерджен (прозаїк)
- Ларрі Вінсент
- Джо Шустер

### 1976
- Ніл Адамс
- Серхіо Арагонеш
- Мел Бланк (актор озвучення)
- Френк Бруннер
- Рік Ґріффін
- Джонні Харт
- Джордж Клейтон Джонсон (сценарист)
- Вікі Келсо (команда Comic-Con)
- Мел Лазар
- Шелдон Майєр
- Дейл Мессік
- Алекс Ніньйо
- Дон Ріко
- Дон Томпсон
- Меггі Томпсон

### 1977
- Альфредо Алкала
- Карл Баркс
- C. C. Бек
- Говард Чайкін
- Лестер Дент (прозаїк)
- Джекі Естрада
- Хал Фостер
- Вальтер Ґібсон (прозаїк)
- Джим Хармон (письменник/історик старих серіаліав, радіо та кіно)
- Роберт Е. Гайнлайн (прозаїк)
- Джин Хендерсон (команда Comic-Con)
- Михайло Калута
- Джо Кубер
- Гарві Курцман
- Джордж Лукас (режисер)
- Стен Лінд
- Байрон Прейс
- Трина Роббінс
- Стенлі Ральф Росс
- Білл Скотт
- Девід Скроггі
- Джей Уорд (телепродюсер)
- Лен Вейн

### 1978
- Джон Буссема
- Аль-Капп
- Джин Колан
- Джил Фокс
- Том Френч
- Стів Гербер
- Честер Гулд
- Берн Хогарт
- Боб Кейн
- Кен Крюгер (команда Comic-Con)
- Берні Ланський
- Грей Морроу
- Кларенс Неш
- Грим Натвік
- Білл Ротслер
- Майк Ройер
- Гілберт Шелтон
- Дейв Шерідан
- Білл Стаут
- Френк Торн
- Боріс Вальєхо
- Морт Вайсінгер
- Елмер Воггон

### 1979
- Крейг Андерсон
- Стів Енглехарт
- Дейл Ензенбахер
- Келлі Фріз
- Вірджинія Френч
- Ганс Рудольф Ґігер (художник)
- Джин Хейзелтон
- Карл Мацек
- Віктор Москосо
- Ларрі Нівен (прозаїк)
- Ден О'Нілл
- Вергілій Парч
- Джеррі Пурнелл
- Нестор Редондо
- Маршалл Роджерс
- Джон Роміта-старший
- Білл Спайсер
- Морт Уокер
- Марв Вольфман

### 1980
- Террі Остін
- Мюррей Бішофф
- Пат Боетт
- Джон Бірн
- Національне кінематографічне управління Канади
- Ерні Чан
- Кріс Клермон
- Шарі Фленнікен
- Майк Фрідріх
- Рік Гірі
- Дон Глют
- С. Валовий
- Аль Хартлі
- Б. Клибан
- Джеррі Мюллер
- Джо Орландо

- Фред Паттен
- Дон Фелпс
- Річард Піні
- Венді Піні
- Девід Раскін
- Скотт Шоу!
- Джим Шутер
- Джон Стенлі
- Б. К. Тейлор
- Тедзука Осаму
- Адам Вест
- Уоллі Вуд

### 1981
- Джеррі Бейлс
- Л. Б. Коул
- Джим Фіцпатрік
- Дік Джордано
- Дейв Грау
- Пол Гуласі
- Мері Хендерсон
- Карл Хубенталь
- Біл Кін
- Френк Міллер
- Дуг Моенч
- Монкей Панч
- Денніс О'Ніл
- Гері Оуенс
- Річард Роквелл
- Аллен Сондерс
- Юлій Шварц
- Майк Сековський
- Білл Сенкевич
- Дейв Сім
- Алекс Тот
- Моррі Тернер
- Білл Воггон

### 1982
- Боб Біндіг
- Браян Болланд
- Русс Кокран
- Девід Кокрум
- Макс Аллан Коллінс
- Чейз Крейг
- Арчі Гудвін
- Майк Грелл
- Брюс Гамільтон
- Джек Катц
- Говард Казанцзян
- Хенк Кетчем

- Вальтер Кеніг (актор)
- Річард Кайл
- Лі Маррс
- Френк Маршалл
- Джон Паунд (команда Comic-Con)
- Тоні Райола
- Стівен Спілберг (режисер)
- Леонард Старр
- Роберт Вільямс

### 1983
- Дуглас Адамс (прозаїк)

- Майхіх Альзманн
- Джим Апаро
- Дон Блат
- Флойд Готфредсон
- Норман Маурер
- Джордж Перес
- Арн Саба
- Ден Шпигл
- Джо Статон
- Джеймс Ван Хіс
- Кіт Йоронвуд

### 1984
- Мерфі Андерсон
- Роман Арамбула
- Грег Бір (команда Comic-Con)
- Фе (Гейтс) Десмонд (команда Comic-Con)
- Стен Дрейк
- Джон Філд
- Рік Хоберг
- Грег Джейн
- Оллі Джонстон
- Брант Паркер
- Роберт Шейне (актор)
- Курт Свон
- Френк Томас
- Джим Валентино
- Аль Вільямсон

### 1985
- Брент Андерсон
- Бен Бова (редактор журналу)
- Девід Брін
- Джек Каммінгс
- Джек Девіс
- Алан Мур
- Ден О'Беннон (режисер)
- Том Оржеховський
- Джон Роджерс
- Алекс Шомбург
- Уолт Сімонсон

### 1986
- Пол Андерсон (прозаїк)
- Меріон Зіммер Бредлі (прозаїк)
- Дейв Гіббонс
- Жан Жиро
- Гілберт Ернандес
- Хайме Ернандес
- Денис Кухня
- Стів Леялоха
- Марті Ноделл
- Харві Пекар
- Марк Штадлер
- Дейв Стівенс

### 1987
- Стів Дітко
- Гарлан Еллісон (прозаїк)
- Ларрі Гік
- Уорд Кімбол
- Дені Луберт
- Білл Месснер-Лобс
- Майк Пітерс
- Білл Шейнс
- Стів Шейнс
- Роберт Сілверберг (прозаїк)
- Арт Шпігельман
- Берні Райтсон
- Рей Зон (3-D історик)

### 1988
- Френк Елісон (команда Comic-Con)
- Роберт Аспрін (прозаїк)
- Майк Барон
- Лінда Баррі
- Джон Болтон
- Жюль Фейфер
- Реймонд Фейст (прозаїк)
- Метт Ґрейнінґ
- Гері Грот
- Джордж Р. Р. Мартін (прозаїк)
- Майк Паскуа
- Стів Руд
- Марі Северин
- Метт Вагнер

### 1989
- Річард Альф (команда Comic-Con)
- Роберт Крамб
- Говард Круз
- Кевін Істман
- Лі Фолк
- Рон Ґуларт (прозаїк)
- Волт Келлі
- Пітер Лаїрд
- Сид Мід
- Андре Нортон (прозаїк)
- Джеррі Робінсон
- Діана Шуц
- Джанет Тайт
- Рон Тернер
- Гахан Вілсон

### 1990
- Карен Бергер
- Боб Берден
- Том ДеФалько
- Вільям Гейнс
- Джим Генсон
- Ренді та Жан-Марк Лоффікер
- Грант Моррісон
- Боб Оверстріт
- Мері Рейнанте
- Боб Шрек
- Кен Стейсі
- Рік Стернбах (ілюстратор)
- Чарльз Весс

### 1991
- Алісія Остін
- Клайв Баркер (прозаїк)
- Ден Баррі
- Ден Декарло
- Крейг Флессел
- Ніл Ґейман
- Тед Гейзель
- Кіт Гіффен
- Георгій Гладір
- Джо Голдеман (прозаїчний романіст)
- Лін Джонстон
- Керол Каліш
- Дон Майц
- Шелдон Молдов
- Стів Оліфф
- Джулі Ролофф
- Стен Сакай

### 1992
- Каріна Бернс-Шенель (команда Comic-Con)
- Боб Чапман
- Френсіс Форд Коппола (режисер)
- Робін Дойг
- Алан Грант
- Білл Ґріффіт
- Рей Гаррігаузен (режисер)
- Марк Хемпель
- Джим Лі
- Міло Манара
- Скотт МакКлуд
- Тодд Макфарлейн
- Ровена Моррілл (ілюстратор)
- Діана Нумін
- Луїза Сімонсон
- Дік Спранг
- Вернор Вінжі (прозаїк)
- Марк Вітлі

### 1993
- Джим Апаро
- Гері Картер (коміксісторик)
- Філ Фольо
- Роберт Ґудвін
- Ферд Джонсон
- Дон Мартін
- Дейв Маккін
- Кладен Нее
- Пол Норріс
- Пол Пауер
- П. Крейг Рассел
- Марк Шульц
- Вінсент Салліван
- Майкл Велан
- Роджер Желязни (прозаїк)

### 1994
- Майк Карлін
- Пол Чадвік
- Аль-Фельдштейн
- Стен Голдберг
- Роберта Григорій
- Чад Гроткофф
- Джеррі Ордвей
- Буд Плент
- Майк Річардсон
- Джон Роміта-молодший
- Річард Роуелл
- Луціус Шепард (прозаїк)
- Мікі Спіллейн (прозаїк)
- Джозеф Майкл Стражинськи
- Руміко Такахаші

### 1995
- Роджер Корман (режисер)

- Грег Гільдбрандт
- Тім Гільдебрант
- Руйочі Ікігамі
- Ірв Новик
- Джо Сіннотт

### 1996
- Донна Барр
- Морт Друкер
- Джо Джіелла
- Джим Муні
- Курт Шаффенбергер
- Франсуа Шуйтена
- Девід Зігель

### 1997
- Дік Айерс
- Стів Біссетт
- Террі Брукс (прозаїк)
- Боб Хані
- Russ Heath
- Керрол Лей
- Майкл Муркок (прозаїк)
- Джаніс Тобіас
- Джордж Туска

### 1998
- Джон Брум
- Едді Кемпбелл
- Нік Карді
- Девід Гланзер (команда Comic-Con)
- Фред Гвардінер
- Лоренцо Маттотті
- Пол С. Ньюман
- Джон Северин
- Джо Саймон
- Такеуті Наоко
- Марк Ітуральде (режисер)

### 1999
- Том Батюк
- Чак Куйдера
- Семюел Ділейні (прозаїк)
- Арнольд Дрейк
- Сем Гланцман
- Ларрі Ґонік
- Ірвін Хасен
- Сью Лорд (команда Comic-Con)

### 2000
- Вілл Елдер
- Рік Естрада
- Фібі Глокснер
- Бет Холлі (команда Comic-Con)
- Кармін Інфантіно
- Джек Камен
- Бен Катор
- Гаррі Ламперт
- Брайан Талбот
- Анджело Торрес
- Льюїс Тронхейм

### 2001
- Генрі Болтінофф
- Ірвін Доненфельд
- Брайан та Венді Фроуд
- Мартін Жакіш (команда Comic-Con)
- Джо Р. Лансдейл
- Спайдер та Жанна Робінсон
- Альвін Шварц
- Джефф Сміт
- Кім Томпсон

### 2002
- Едді Ібрагім (команда Comic-Con)
- Френк Джейкобс
- Джейсон
- Пол Левіц
- Боб Люберс
- Боб Окснер
- Лью Сейре Шварц
- Хал Шерман
- Херб Тримпе
- Вільям Вулфолк

### 2003
- Шарль Берберіан
- Френк Болле
- Сел Бускема
- Джон Давенпорт (команда Comic-Con)
- Філіп Дюпюй
- Стів Джексон (розробник ігор)
- Сид Якобсон
- Ларрі Лібер
- Террі Мур
- Говард Пост

### 2004
- Джек Адлер
- Том Гілл
- Гаррі Гаррісон (прозаїк)
- Брюс Джонс
- Батон Лаш
- Майк Міньола
- Білл Плімптон (аніматор)
- Френк Спрінгер
- Джон Тотлебен

### 2005
- Лі Еймс
- Сі Баррі
- Тарі Брайант (команда Comic-Con)
- Боб Боллінг
- Боб Фуджітані
- Декстер Тейлор

### 2006
- Пітер С. Бігль
- Арт Клокі
- Луїс Домінгуес
- Василь Гогос
- Еверетт Реймонд Кінстлер
- Казуо Кукі
- Білл Пітман (команда Comic-Con)
- Йошіхіро Тацумі

### 2007
- Аллен Беллман
- Рене Френч
- Гері Фрідріх
- Адам Х'юз
- Міріам Катін
- Мел Кіфер
- Джозеф Майкл Лінснер
- Девід Моррелл (прозаїк)
- Лілі Рене Філіпс
- Майк Плуг
- Мері Стерханн (команда Comic-Con)
- Дан Вадо
- Марк Верхейден
- Ф. Пол Вілсон (прозаїк)

### 2008
- Кайл Бейкер
- Ральф Бакши (аніматор)
- Майк В. Барр
- Ед Брубакер
- Кім Дейч
- Віктор Горелік
- Аль-Яффі
- Тодд Кляйн
- Кубо Тайто
- Ноель Ніл (акторка)
- Флойд Норман
- Аль Пластіно
- Джефф Уоттс
- Білл Уіллінгем
- Конні Вілліс
- Джим Вудрінг

### 2009
- Майк Алред
- ЛаФенс Брегг
- Нік Куті
- Дуейн Макдуфі
- Стен Фреберг
- Террі Гілліам
- Джон Крісфалузі
- Джон Лассетер
- Дуейн Макдуфі
- Хаяо Міядзакі
- Патрік Оліфант
- Кріс Оліверос
- Сет
- Баррі Шорт
- Майк Тоурі
- Рамон Вальдіосера
- Боб Вейн
- Філ Єх

### 2010
- Пітер Багдж

- Брайан Майкл Бендіс
- Берклі Бретхед
- Курт Бусік
- Дейв Дорман
- Мото Хагіо
- Шарлен Гарріс
- Стюарт Іммонен
- Філ Хіменес
- Дженетт Кан
- Кіт Найт
- Міло Манара

- Енді Манзі
- Ларрі Мардер
- Том Палмер
- Дрю Струзан
- Джеймс Штурм
- Керрол Тайлер
- Анна-Марі Віллегас
- Аль Віснер

### 2011
- Аніна Беннетт
- Жорді Бернет
- Джойс Брабнер
- Честер Браун
- Сеймур Чваст
- Алан Девіс
- Дік Дебартоло

- Доун Девін
- Тоні Дезуніга
- Ерік Друкер
- Джойс Фермер
- Цунео Года
- Пол Гуйнан
- Джон Хіггінс
- Джамала Ігле
- Пітер Купер
- Річард А. Лупофф

- Пат Лупофф
- Стів Сансвіт
- Білл Шелі
- Стівен Спілберг (режисер)
- Френк Стек
- Джефф Уокер

### 2012
- Чарлі Адлард
- Білл Арменд
- Елісон Бехдел
- Тім Бредстріт
- Майк Кері (письменник)
- Пітер Куган
- Гео Дарроу
- Ренді Дункан
- Бен Едлунд
- Гері Джанні
- Ларрі Хама
- Пітер Ф. Гамільтон (прозаїк)
- Маріо Ернандес
- Клаус Дженсон
- Джо Юсько
- Роберт Кіркман
- Ерік Ларсен
- Роб Лієфельд
- Енді Мангельс
- Руді Небрес
- Вілч Портасіо
- Джеймс Робінсон
- Лу Шеймер
- Арнольд Шварценеггер (актор)
- Джим Сілке
- Марк Сільвестрі
- Майкл Е. Услан
- Тревор Фон Еден
- Марк Вейд
- Томас Йейтс

### 2013
- Джон Богданове
- Алан Кемпбелл
- Джеррі Конвей
- Деніс Коуан
- Майкл Девіс
- Джин Дейч
- Хосе Дельбо
- Дерек Т. Дінгл
- Пол Діні
- Еллен Форні
- Гері Франк
- Тоні Ізабелла
- Ден Юргенс
- Сем Кіт
- Джек Ларсон
- Еліот С! Мерджин
- Леонард Малтін
- Джефф Маріотт
- Валь Маєрик
- Дін Маллані
- Мартін Пасько
- Фред Перрі
- Рут Сандерсон
- Ромео Тангхал
- Брюс Тімм

### 2014
- Рей Біллінглі
- Джун Бригман
- Марк Брукс
- Аманда Коннер
- Брайан Крейн
- Чак Діксон
- Джейн Еспенсон
- Білл Фінґер
- Дрю Фрідман
- Майкл Т. Ґілберт
- Брайан Хаберлін
- Віллі Іто
- Келлі Джонс
- Кетрін Моррісон
- Джулі Ньюмар (акторка)
- Грехем Нолан
- Мішель Нолан
- Джиммі Пальміоти
- Бенуа Пітерс
- Джон Пікаціо
- Мімі Ставок
- Джо Кесада
- Сем Реймі (режисер)
- Дон Роза
- Брайан Стелфриз
- Берт Ворд (актор)

### 2015
- Джеррі Бек
- Грег Капулло
- Майкл Кетрон
- Карлос Ескверра
- Ендрю Фараго
- Дейв Гарсія
- Том Груммет
- Джексон Гіс
- Чіп Кід
- Стів Лібер
- Лора Мартін
- Дейв Маккейг
- Білл Мамі (актор)
- Кевін Ноулан
- Джо Філіпс
- Хіларі Б. Прайс
- Умберто Рамос
- Джиммі Робінсон
- Луїс Ройо
- Джен Соренсен
- Річард Старкінгс
- Казукі Такахасі
- Джилл Томпсон
- Джонен Васкес
- Крейг Йо

### 2016
- Джейсон Аарон
- Дерф Бекдерф
- Майкл Бер'єр (актор)
- Люк Бессон (режисер)
- Пеггі Бернс
- Пітер Девід
- Джим Девіс
- Том Девлін
- Бен Данн
- Метт Фрекшн
- Вільям Гібсон (романіст)
- Кійрон Гіллен
- Майк Джадж (аніматор)
- Гіденорі Кусака
- Ед МакГіннес
- Джеймі МакКелві
- Цутому Ніхей
- Крістофер Пріст
- Філ Роман (аніматор)
- Алекс Сінклер
- Джон Тримбл
- Сатоші Ямамото

### 2017
- Ендрю Айдин
- Джон Богданове
- Алан Бернетт
- Джойс Чин
- Кевін Файгі
- Маргарет Ліндгольм
- Джон Льюїс
- Джеф Леб
- Джонатан Маберрі
- Глен Маккой
- Кіт Поллард
- Нейт Пауелл
- Брайан Сельзнік
- Роберт Сікоряк
- Алекс Сіммонс
- Гейл Сімоне
- Роберт Лоуренс Стайн
- Рон Вілсон

### 2018
- Амано Есітака
- Марк Бернардін
- Корі Докторов
- Брайан Фієс
- Річард Френд
- Алекс Греціан
- Дебора Гаркнесс
- Елізабет Хенд
- Ларрі Х'юстон
- Девід В. Мак
- Нішель Ніколс
- Рікардо Сірі
- Брайан Пулідо
- Ренді Рейнальдо
- Ерік Рейнольдс
- Кевін Сміт
- Петро Томасі
- Шеннон Вілер
- Рафаель Альбукерке

### 2019
- Венді Алл
- Лі Бардуго
- Джон Б. Кук
- Мері Флінер
- Джин Ха
- Джонатан Гікмен
- Арвелл Джонс
- Чарлі Кохман
- Крейг Міллер
- Пако Рока
- Скотт Снайдер
- Біллі Туччі
- Кріс Вер